# Semih Kaya
Semih Kaya (Bergama, İzmir, 24 februari 1991) is een voormalig Turks voetballer. Hij stroomde in 2009 door vanuit de jeugd van Galatasaray en eindigde zijn carrière aldaar. Kaya speelde tussen 2012 en 2015 in het Turks voetbalelftal.

## Clubcarrière
Kaya begon met voetballen in de jeugd van Petkimspor, waarna hij overstapte naar de jeugdopleiding van Altay Izmir. In 2006 werd hij opgemerkt door de scouts van Galatasaray SK, dat hem op vijftienjarige leeftijd overnam. Op 19 februari 2009 speelde Kaya zijn eerste competitiewedstrijd in het eerste elftal. Na een verhuurperiode van vijf maanden bij Gaziantepspor in 2010 en bij Kartalspor in 2011, kwam hij in het seizoen 2011/12 terug bij Galatasaray, waar Fatih Terim net benoemd was tot hoofdtrainer. Ondanks concurrentie van internationals als Servet Çetin en Gökhan Zan veroverde Kaya een plaats in het basiselftal. In zijn eerste jaar bij de A-selectie werd Kaya kampioen met Galatasaray. Ook in 2012, 2013 en 2015 won hij het landskampioenschap in Turkije. Kaya maakte op 29 augustus 2015 zijn tweede doelpunt in het betaald voetbal over een periode van zes jaar, toen de uitwedstrijd tegen Konyaspor met 1–4 werd gewonnen. Burak Yılmaz en Wesley Sneijder maakten de andere drie doelpunten.

## Interlandcarrière
Semih Kaya maakte zijn debuut in het Turks voetbalelftal in een vriendschappelijke interland op 29 februari 2012 tegen Slowakije (1–2 verlies). Kaya startte in het basiselftal met Caner Erkin, Gökhan Gönül en Ömer Toprak als collega-verdedigers. Vanaf de oefeninterland tegen Slowakije was Kaya een vaste waarde in de nationale selectie van Turkije en speelde hij mee in negen van de tien WK-kwalificatiewedstrijden. Ook in het kwalificatietoernooi voor het Europees kampioenschap voetbal 2016 was Kaya een van de vaste waarden in de verdediging van het Turks elftal. Met Turkije nam hij in juni 2016 deel aan het Europees kampioenschap voetbal 2016 in Frankrijk. Na nederlagen tegen Spanje (0–3) en Kroatië (0–1) en een overwinning op Tsjechië (2–0) was Turkije uitgeschakeld in de groepsfase.

### Clubstatistieken
| seizoen         | club             | competitie      | Competitie | Competitie | Beker | Beker  | Internationaal | Internationaal | Totaal | Totaal |
| seizoen         | club             | competitie      | wed.       | doelp.     | wed.  | doelp. | wed.           | doelp.         | wed.   | doelp. |
| --------------- | ---------------- | --------------- | ---------- | ---------- | ----- | ------ | -------------- | -------------- | ------ | ------ |
| 2007/08         | Galatasaray      | Süper Lig       | 0          | 0          | 0     | 0      | 0              | 0              | 0      | 0      |
| 2008/09         | Galatasaray      | Süper Lig       | 3          | 0          | 1     | 0      | 0              | 0              | 4      | 0      |
| 2009/10         | → Gaziantepspor  | Süper Lig       | 1          | 0          | 0     | 0      | -              | -              | 1      | 0      |
| 2010/11         | → Kartalspor     | TFF 1. Lig      | 18         | 0          | 1     | 0      | -              | -              | 19     | 0      |
| 2011/12         | Galatasaray      | Süper Lig       | 30         | 1          | 1     | 0      | -              | -              | 31     | 1      |
| 2012/13         | Galatasaray      | Süper Lig       | 25         | 0          | 1     | 0      | 10             | 0              | 35     | 0      |
| 2013/14         | Galatasaray      | Süper Lig       | 29         | 0          | 6     | 0      | 6              | 0              | 41     | 0      |
| 2014/15         | Galatasaray      | Süper Lig       | 19         | 0          | 7     | 0      | 6              | 0              | 32     | 0      |
| 2015/16         | Galatasaray      | Süper Lig       | 21         | 2          | 6     | 0      | 4              | 0              | 31     | 2      |
| 2016/17         | Galatasaray      | Süper Lig       | 20         | 2          | 7     | 0      | 0              | 0              | 27     | 2      |
| 2017/18         | Sparta Praag     | Fortuna Liga    | 8          | 0          | 0     | 0      | 1              | 0              | 9      | 0      |
| 2018/19         | Sparta Praag     | Fortuna Liga    | 10         | 0          | 0     | 0      | 2              | 0              | 12     | 0      |
| 2018/19         | → Galatasaray    | Süper Lig       | 5          | 0          | 2     | 0      | 0              | 0              | 7      | 0      |
| 2019/20         | Sparta Praag     | Fortuna Liga    | 10         | 2          | 2     | 0      | 0              | 0              | 12     | 2      |
| 2020/21         | Yeni Malatyaspor | Süper Lig       | 32         | 1          | 2     | 0      | -              | -              | 34     | 1      |
| 2021/22         | Yeni Malatyaspor | Süper Lig       | 22         | 0          | 0     | 0      | -              | -              | 22     | 0      |
| 2021/22         | Galatasaray      | Süper Lig       | 2          | 0          | 0     | 0      | 0              | 0              | 2      | 0      |
| Carrière totaal | Carrière totaal  | Carrière totaal | 255        | 8          | 36    | 0      | 29             | 0              | 319    | 8      |

## Erelijst
Galatasaray
- Süper Lig

2007/08, 2011/12, 2012/13, 2014/15
- Turkse voetbalbeker

2013/14, 2014/15
- Turkse supercup

2008, 2012, 2013, 2015